# Иванковцы (Кировоградская область)
Ива́нковцы (укр. Іванківці) — село в Дмитровской сельской общине Кропивницкого района Кировоградской области Украины.
До 2020 года входило в Знаменский район
Население по переписи 2001 года составляло 1107 человек. Почтовый индекс — 27420. Телефонный код — 5233. Занимает площадь 6,291 км². Код КОАТУУ — 3522281901.